# Lego City Undercover
Lego City Undercover — компьютерная игра в жанре action-adventure в открытом мире, разработанная британской студией TT Fusion и изданная японской компанией Nintendo для игровой консоли Wii U в 2013 году; в 2017 году компания Warner Bros. Interactive Entertainment выпустила её на Windows, PlayStation 4,  Xbox One и Nintendo Switch. Игра основана на серии конструкторов Lego City и рассказывает об офицере полиции Чейзе Маккейне, вернувшемся в Лего-Сити и преследующем сбежавшего преступника по кличке Бешеный Рекс. Игровой процесс построен на исследовании Лего-Сити, который полностью открыт игроку, и прохождении автономных уровней с головоломками и боевой системой.
После удовлетворительных технических достижений и завершения разработки других игр в стиле Lego по уже существующей интеллектуальной собственности, в 2010 году был создан первый прототип Lego City Undercover. В 2011 году началась полноценная разработка Lego City после того, как Nintendo обратилась к материнской студии TT Games с просьбой создать эксклюзивную игру для Wii U. На момент начала разработки Undercover должна была стать первой игрой в сеттинге Lego с полноценным озвучиванием и первой игрой, которая не зависела от лицензии на сторонние фильмы или комиксы. Сценарист Грэм Горинг использовал огромное количество отсылок и пародий на фильмы и сериалы. Город Лего-Сити основан на нескольких реально существующих городах. Сама Nintendo в процессе разработки непосредственного участия не принимала, но предлагала изменения и получала обновления.
Официальный анонс игры для Wii U и портативной консоли Nintendo 3DS состоялся на E3 2011, которая называлась как Lego City Stories. На E3 2012 игру представили уже под другим названием — Lego City Undercover, а версия для 3DS стала самостоятельным приквелом с подзаголовком The Chase Begins. Игра была выпущена в марте 2013 года по всему миру, в Японии — в июле. В апреле 2017 года Undercover вышла на другие платформы с поддержкой локального мультиплеера для двух игроков. Lego City получила положительные отзывы от критиков и игроков — её хвалили за сюжет, юмор и эволюционировавшую формулу геймплея, но в качестве недостатков отмечали отсутствие кооперативной игры и небольшие технические проблемы. По состоянию на 2019 год, оригинальная версия на Wii U была продана тиражом в почти два миллиона копий по всему миру.

## Игровой процесс

Скриншот из игры, на котором Чейз вступает в схватку с преступниками

Lego City Undercover представляет собой игру в жанре action-adventure в открытом мире с видом от третьего лица. Игрок управляет полицейским Чейзом Маккейном, которому поручено задержать преступника Бешеного Рекса. Чейз в своём арсенале имеет различные навыки, такие как прыжки от стен и взбирание по столбам. Город Лего-Сити представляет собой полностью открытый мир, в котором содержатся разные уровни, действие которых разворачиваются в различных средах. На каждом уровне есть набор линейных задач, где от игрока требуется решить головоломки, собирать и разбивать Lego-конструкции и прыгать по платформам. Чейз вступает в схватку с преступниками, для победы над которыми игрок должен нажать определённую комбинацию кнопок. По ходу игры главный герой осваивает новые способности, именуемые в игре «маскировками» — они копируют профессии различных персонажей и используются при исследовании окрестностей, в которых игрок не мог попасть ранее. К примеру, маскировка шахтёра позволяет разбивать валуны киркой и брать динамит, а с помощью маскировки преступника можно взламывать двери ломом и вскрывать сейфы.
В Лего-Сити спрятано огромное количество головоломок и предметов коллекционирования. Игроку доступны испытания на время и автомобильные погони. В игре можно использовать любое транспортное средство для исследования мира, включая лодки, вертолёты и машины гражданских. Фишки Lego служат игровой валютой, которую можно получить путём разбивания Lego-конструкций или при решении головоломок. Фишки используются для покупки нового транспорта, который можно вызвать и использовать по своему усмотрению. За решение более сложных головоломок игрок получает блоки Lego — они нужны для создания «суперпостроек», вроде конструкции для вызова транспорта или пандусов для трюков. Оригинальная версия для Wii U имеет множество отличительных функций благодаря особому контроллеру — с помощью него внутри игры можно сканировать локации, фотографировать  и прослушивать частные разговоры, а при исследовании Лего-Сити на экране контроллера отображается карта города. В переиздании Undercover, выпущенном на других платформах в 2017 году, содержится локальный мультиплеер.

## Сюжет
Офицер полиции Чейз Маккейн возвращается в Лего-Сити спустя два года после изгнания. Приплыв к порту, он узнаёт от мэра Глисон, что известный и опасный преступник по кличке Бешеный Рекс, которого Чейз арестовал до своего отъезда, недавно сбежал из тюрьмы. Кампанию по расследованию Рекса Чейзу составят слегка недалёкий полицейский Фрэнк Медо́к и специалист по технике Элли Филлипс. Однако его возвращение не стало приятной новостью ни для Натальи Ковальски, которая была его подружкой, пока не попала в принудительную программу защиты свидетелей из-за Чейза, ни для нового начальника полиции города Мариона Данби, который в своё время отправил его в отставку из-за случая с Наталией.
Разобравшись с рядом мелких преступлений, Чейзу удаётся собрать улики, которые приводят его к первой встрече с Рексом на руднике Блубелл, но герой терпит поражение в схватке. Данби отправляет Маккейна работать под прикрытием в компанию по производству лимузинов «Лимузинка» Чана Чуана, главе преступной группировки. Герой работает водителем у мультимиллиардера Форреста Блэкуэлла, добивается признания у делового партнёра Чана Винни Паппалардо и крадёт багги для Чуана. В свою очередь, Наталия попадает в плен к Чану, расследуя связь с исчезновением её отца. Чейз спасает её, заставив принять решение о помощи в поисках отца, но разозлив Данби из-за того, что Чан скрылся.
После спасения Наталии и частичного с ней примирения Чейз обнаруживает, что Винни работает на Бешеного Рекса. Когда Винни узнаёт, что за свою работу он не получит денег и ему приказывают украсть больше товаров для своего клиента, он обращается к Чейзу с просьбой украсть ценности у Блэкуэлла. Проникнув в его особняк, но не сумев ничего забрать, герой возвращается в кафе-мороженое, которое захватили головорезы Рекса и заперли Винни в морозилке. Чейз спасает Винни, и после допроса главаря бандитов он занимает их место, чтобы узнать о предстоящих планах Рекса.
Сумев проникнуть в убежище Рекса, Чейз подслушивает допрос Рекса, отца Наталии — лунного учёного Генриха Ковальски. Оказывается, Блэкуэлл организовал волну преступности и похищение Наталии, чтобы принудить её отца работать на него. Спасая Генриха, Чейз звонит Элли и рассказывает ей о том, что он узнал, после чего она сообщает ему, что Блэкуэлл недавно был в новостях, в которых заявил о своих планах, «которые навсегда изменят Лего-Сити». Маккейн отправляется в особняк Форреста для поиска доказательств его преступлений и Наталии, где замечает планы на постройку жилого комплекса и торгового центра в Блубелле, но мэрия Лего-Сити остановила строительство из-за редкого и находящегося под угрозой исчезновения вида белок в парке. Взбешённый отказом, Блэкуэлл начал разрабатывать новый план строительства колонии на Луне и превратил свою высотную башню в ракету, которая сожжёт Лего-Сити при запуске. Чейз быстро приказывает Генриху и нескольким сотрудникам полиции соорудить силовое поле, чтобы двигатели ракеты не разрушили город.
Узнав, что с Блэкуэллом всё ещё была Наталия, Чейз преследует его на космическом шаттле. Блэкуэлл оставляет Чейза и Бешеного Рекса позади, уничтожая шаттл. Герою удаётся победить Рекса в финальной схватке, после чего Форрест отправляет обоих в свободное падение к Земле. Прыгнув с парашютом к камере Наталии в командном модуле ракеты, Чейз спасает её, активировав парашют. Вернувшись в Лего-Сити, мэр Глисон поздравляет Чейза со спасением города, а Данби предлагает ему честь лично наблюдать за арестом Бешеного Рекса. Но герой отказывается, заявив, что Наталия для него важнее. Чейз и Наталия возобновляют свои любовные отношения и уезжают из Лего-Сити, чтобы начать новую совместную жизнь.

## Разработка
Команда разработчиков из TT Fusion и фирма Lego хотели создать видеоигру, основанную как на серии конструкторов Lego City, но доступные на тот момент технологии и тот факт, что большинство сотрудников работало над Lego-играми по уже существующим франшизам, ограничивали возможность по созданию такой игры. Разработка прототипа Lego City началась в 2010 году и продолжалась примерно год. В 2011 году компания Nintendo обратилась к TT Games с вопросом о разработке эксклюзивной для Wii U игры и показала им оборудование своей консоли. У команды уже был хороший опыт работы с Nintendo с портированием их предыдущих игр, и ей понравилась специфичность платформы, поэтому студия согласилась на сотрудничество. Разработка проекта, который не привязан к какой-либо лицензии, дала разработчикам ранее недоступную степень творческой свободы, но в то же время возникли трудности с такими аспектами, как сюжет, игровой процесс и общая механика игры. Из-за совместимости концепции команды и её оборудования портирование на другие платформы всерьёз не рассматривалось несколько лет. Разработчики также смогли интегрировать функции контроллера Wii U в игру. В целом, сама Nintendo не вмешивалась в процесс разработки, хотя и получала уведомления о производстве и предлагала небольшие изменения. Разработка Lego City проходила в двух студиях — в офисе TT Fusion в Боллингтоне и штаб-квартире Traveller’s Tales в Натсфорде.
Поскольку у TT Fusion не было чёткого представления, какой будет их предстоящая игра, разработчики начали производство с создания небольшого мира с управляемым транспортом и зданиями Lego. Рассматривались различные варианты игрового процесса, один из которых был градостроительный симулятор, похожий на SimCity, и с отказом от фиксированной камеры. Одной из ранних игровых задач была боевая система, которая должна была вписаться в контекст истории, где главный герой — полицейский. Вместо самого простого стиля драк команда разработала боевую систему так, чтобы обеспечить оборонительный геймплей и не включать в себя эквивалент смертельных захватов. Во время разработки многие критики сравнивали Lego City Undercover с GTA, но сценарист Грэм Горинг настаивал на том, что GTA никогда не была источником вдохновения во время разработки, а геймплейные механики появлялись в результате изучения новых идей и способов использования контроллера Wii U. Ранее существовавшие игры с открытым миром также не использовались в качестве источника вдохновения из-за их общего мрачного тона. По словам ведущего дизайнера Ли Барбера, цель Lego City состояла в достижении игрового процесса с позитивным стилем, который задан самой линейкой конструкторов. Чтобы следовать этой схеме, все преступники и их преступления не являются серьёзными, а механика смены «маскировок» была реализована таким образом, чтобы Чейз Маккейн мог совершать незаконные действия, но строго по морально оправданным причинам.

### Сеттинг и сценарий
При разработке открытого мира разработчики использовали элементы городов Нью-Йорк, Сан-Франциско и Лондон. В игре присутствует множество локаций из реальности: Таймс-сквер, Статуя Свободы, мост Золотые Ворота и тюрьма Алькатрас. Поскольку игра разрабатывалась для консоли Nintendo, разработчики добавили несколько пасхалок, связанных с играми Nintendo. Команде также пришлось создать новый игровой движок — предыдущие движки, на которых разрабатывались ранние Lego-игры, не справлялись с масштабированием окружения. Созданный с нуля движок предназначался для работы с памятью устройств, физикой объектов и транспортных средств. Исполнительный продюсер Лоз Дойл посчитал создание движка самой сложной частью разработки игры из-за того, что его требования к ресурсам постоянно превышали лимит памяти консоли.
Разработчики хотели, чтобы у главного героя была глубина, так как игра будет ориентирована как на детей, так и на взрослых. В Undercover появилась полноценная озвучка — на момент начала разработки это была самая первая Lego-игра с озвучиванием, но из-за времени производства другие игры с этим нововведением были разработаны и выпущены раньше Lego City Undercover. Над озвучиванием и подбором голосов работала студия Side UK. Был проведён большой кастинг,  и  так как авторы хотели хорошей подачи смешных моментов сценария, нескольким известным комикам было предложено принять участие . К тому моменту, когда к работе был привлечён сценарист и бывший стендап-комик Грэм Горинг, был написан приблизительный набросок истории. Главная задача Грэма заключалась в заполнении пробелов и добавлении бо́льшего количества юмора. Горингу была предоставлена большая свобода, когда дело касалось пародийных моментов, хотя для проверки его работы был назначен редактор. Опираясь на свою раннюю карьеру в стендапе, Горинг добавил огромное количество острот и юмора. Следуя шаблону «Симпсонов», Undercover содержит большое количество пародий на фильмы и сериалы, в частности на «Побег из Шоушенка», «Матрицу» и «Старски и Хатч». Написание сюжета заняло время, так как разработчики хотели придать ему глубины.

## Анонс и выход
Lego City Undercover была анонсирована 7 июня 2011 года на пресс-конференции Nintendo выставки E3 2011 под названием Lego City Stories. На E3 следующего года от 5 июня игра была переименована в Lego City Undercover, а также был показан трейлер игры с геймплеем. Во время Nintendo Direct, состоявшейся 13 сентября 2012 года, было продемонстрировано несколько новых трейлеров, подробно описывающих историю, а также было объявлено, что минифигурка с Чейзом Маккейном будет поставляться вместе с игрой в качестве бонуса к предзаказу в Северной Америке и Австралии и первым копиям игры в Европе. Также был выпущен набор конструктора «Полицейская погоня», содержащий в себе код для получения дополнительного внутриигрового контента. 25 июля 2013 года Nintendo официально выпустила игру в Японии. На момент выхода консоли Wii U у платформы не было крупных релизов, и выход Lego City Undercover стал самым первым крупным релизом Nintendo в 2013 году. Исполнительный продюсер Лоз Дойл очень гордился конечным продуктом и назвал Undercover «лучшей игрой про Lego», а также «лучшей игрой для Wii U на момент её выхода».
22 ноября 2016 года Warner Bros. Interactive Entertainment объявила о релизе ремастера для Nintendo Switch, Windows, PlayStation 4 и Xbox One в апреле 2017-го, в котором представлен локальный мультиплеер с разделённым экраном.

## Отзывы критиков
| Сводный рейтинг       | Сводный рейтинг                                       |
| Агрегатор             | Оценка                                                |
| --------------------- | ----------------------------------------------------- |
| GameRankings          | - 80,27 % (Wii U) - 77,17 % (PS4)                     |
| Metacritic            | 80/100 (PC) 77/100 (PS4) 80/100 (Wii U) 77/100 (XONE) |
| Иноязычные издания    |                                                       |
| Издание               | Оценка                                                |
| 4Players              | 76/100 (NS) 78/100 (PS) 77/100 (Wii U) 78/100 (XONE)  |
| Destructoid           | 7/10                                                  |
| Edge                  | 5/10                                                  |
| EGM                   | 8/10                                                  |
| Eurogamer             | 9/10                                                  |
| Game Informer         | 8,5/10                                                |
| GameRevolution        | [ 32 ]                                                |
| GameSpot              | 8/10                                                  |
| GamesRadar+           | [ 33 ]                                                |
| GameStar              | 85/100                                                |
| Hardcore Gamer        | [ 34 ]                                                |
| IGN                   | 8/10                                                  |
| Nintendo Life         | 6/10 (NS) 8/10 (Wii U)                                |
| OPMUK                 | 8/10                                                  |
| Pocket Gamer          | [ 38 ]                                                |
| Polygon               | 7/10                                                  |
| Push Square           | 6/10                                                  |
| The Guardian          | [ 40 ]                                                |
| Русскоязычные издания |                                                       |
| Издание               | Оценка                                                |
| «IGN Россия»          | 6,5/10                                                |
| PlayGround.ru         | 7,5/10                                                |
| StopGame.ru           | «Проходняк»                                           |
| «Игромания»           | 7/10                                                  |
| «Игры Mail.ru»        | 7/10                                                  |
| «Канобу»              | 8/10                                                  |

Игра получила «в основном положительные отзывы» от критиков, согласно сайту-агрегатору оценок Metacritic. Оригинальная версия для Wii U получила 80 баллов из 100, последующие версии для других платформ были оценены от 77 до 80 баллов.
Многие критики положительно сравнили Lego City и её механику с серией Grand Theft Auto, но игра им показалась более дружелюбной и шутливой. Ещё одним положительным моментом критики посчитали многочисленные отсылки на поп-культуру, которые помогают привлечь более широкую аудиторию, включая отсылки на «Побег из Шоушенка», «Славных парней» и франшизу Mario. Однако в отрицательной рецензии журналисты из Edge сочли, что игре не хватает оригинальности из-за повторяющегося открытого мира и несвязанных отсылок на поп-культуру, хотя и отметили, что это немного оправдано из-за того, что игра не использует чей-либо исходный материал.
Игровой процесс был оценён неоднозначно. Многие критики сочли боевую систему «тусклой», но положительно оценили её смекалку. Критики также положительно оценили «маскировки» персонажа. Ричард Джордж из IGN отметил, что «маскировки» внесли разнообразие в достаточно повторяющуюся формулу геймплея Lego-игр. Но некоторые негативно восприняли, что игра часто требует постоянного переключения «маскировок» с минимальными различиями. Рэй Карсилло из EGM назвал геймпад Wii U и его использование в игре «гениальным маленьким сюжетным приёмом», а Джефф Корк из Game Informer признался, что «полностью купился на этот трюк». Однако рецензенты из Edge и Матиас Эртель из 4Players сочли, что функции геймпада использовались слишком минимально и следовательн, не имели смысла, а Даниэль Бишофф вовсе назвал его использование «принудительным». Карсилло отмечал несколько технических проблем в качестве основного недостатка игры — в частности, долгие загрузки, нестабильную частоту кадров и плохое управление камерой. Джим Стерлинг из Destructoid отметил, что игровой процесс в общем разочаровывает, так как он сохранил устоявшуюся формулу из других Lego-игр, но не вызывает негатива. Ричард Джордж и Джастин Макэлрой из Polygon выразили аналогичные негативные чувства насчёт медленных загрузок и кадровой частоты. Транспорт в игре был воспринят положительно, хотя некоторые критиковали плохую управляемость.
Рэй Карсилло положительно оценил оригинальную идею проекта, которая выделяет Undercover на фоне других Lego-игр и имеет потенциал для большой популярности. Рецензент Eurogamer Том Брэмуэлл полагал, что это делает её эффективной. Кевин Ванорд из GameSpot положительно отметил остроумие игры, выходящее за рамки отсылок на другие медиа. Ричард Джордж ощущал «сильное развитие на протяжении всей игры». Персонажи и их озвучивание критики отметили положительно. Джордж отмечал, что персонажи и их отношения друг с другом сочетаются в полицейской драме с карикатурным фарсом для семьи. Даниэлю Бишоффу понравился комедийный сценарий, помогающий запомнить опыт, выходящий за рамки геймплея. Кейт Стюарт из The Guardian положительно сравнил стиль сценария игры и кат-сцены с работами Цукера, Абрахамса и Цукера, отметив постоянное использование клише, скетчей и гэгов.
Джим Стерлинг посчитал окружающую среду динамичной и что Лего-Сити интересно исследовать. С его мнением согласился Майк Мэнсон из Nintendo Life. Джеффу Корку понравился уровень детализации Лего-Сити, по которому приятно проезжать без цели. Матиас Эртель назвал построение мира причиной, сделавшей Lego City Undercover «неотразимой». Стерлинг назвал Лего-Сити «обширным, полным красок и развлечений».. Однако н критики отмечали, что некоторые объекты на расстоянии появляются в поле зрения внезапно. Редакция Edge посчитала, что, несмотря на то, что это не является серьёзным недостатком, она осталась разочарованной тем, что «первый крупный эксклюзив для Wii U в 2013 году» не до конца отполирован. Стерлинг рассматривал коллекционные предметы как причину оставаться «инвестированным» в игре после завершения сюжетной кампании, хотя Эртель называл секреты в мире «неуместными». Бишофф заявил, что предметы коллекционирования воспринимаются скорее как дополнение, чем необходимость, в отличие от предыдущих игр.
Критики высоко оценили добавление кооперативного мультиплеера в других версиях, хотя Тобиас Велтин из GameStar отмечал отсутствие полноценного онлайна. Обозреватель IGN Тристан Огливи высмеял мультиплеер за отсутствие нового контента, помимо поддержки кооперативной игры. Лиам Крофт из Push Square выразил схожее мнение, хотя и оценил сам факт включения локального мультиплеера. Матиас Эртель положительно оценил все версии для других платформ, но поставил более низкую оценку версии для Switch, отмечая заметные перепады FPS, которых не было на Wii U. Эмили Соуден из Pocket Gamer и Огливи также отмечали снижение частоты кадров при использовании Switch в портативном режиме. Обозревая ПК-версию, Велтин похвалил сюжет и дизайн, но критиковал отсутствие поддержки мышки. Рецензируя версию для PlayStation 4, Сэм Спирисон из Hardcore Gamer заявил, что игра отличается высоким качеством в сравнении с предыдущими играми Lego, но Undercover не хватает геймплея, который бы привлёк аудиторию постарше.

### Продажи
По данным NPD Group за первый месяц в США было продано 100 тысяч копий игры, из-за чего игра дебютировала за пределами топ-10 и сравнялась с Monster Hunter 3 Ultimate. В Великобритании Lego City дебютировала на двенадцатой строчке чарта всех форматов, на восьмом в чарте индивидуальных форматов, и на первом для Wii U. В Японии за первую неделю было продано 18 тысяч копий, игра заняла девятую строчку во всех чартах страны. К декабрю 2019 года оригинальная версия для Wii U разошлась тиражом в почти два миллиона по всему миру.